# Stånga-Burs församling
Stånga-Burs församling är en församling i Burs pastorat i Sudertredingens kontrakt i Visby stift i Svenska kyrkan. Församlingen ligger i Gotlands kommun i Gotlands län.

## Administrativ historik
Församlingen bildades 2006 genom sammanslagning av Stånga församling och Burs församling. Församlingen ingår sedan sammanslagningen tillsammans med När-Lau församling i Burs pastorat.

## Kyrkor
- Burs kyrka
- Stånga kyrka